# Coroado de Jacarepaguá
Grêmio Recreativo Escola de Samba Coroado de Jacarepaguá (ou simplesmente Coroado de Jacarepaguá) é uma escola de samba da cidade do Rio de Janeiro. Está sediada na Rua da Luz, no bairro Cidade de Deus. Foi fundada em 20 de janeiro de 1972 como bloco. Desfilou alguns anos como bloco de enredo até ser promovida à escola de samba, em 2014.

## História
Em 2010, foi o nono bloco a desfilar na Avenida Rio Branco, obtendo a terceira colocação, ao desfilar com o enredo “A Praça é nossa”, dos carnavalescos Gilberto Almeida e Lucy Ribeiro. No ano de 2012, foi campeã do Grupo 1 de Blocos ao empatar com a Tradição Barreirense e União da Ponte, como apenas um bloco poderia subir foi realizado um sorteio que promoveu a Tradição Barreirense. Assim continuou a desfilar no Grupo 1 dos Blocos, onde apresentou o enredo "As 4 Estações".
Em 2014, sagrou-se novamente campeã dos blocos, obtendo, enfim, a última ascensão como escola de samba. que depois desse ano, foi extinta, após a criação do Grupo de avaliação ou Grupo E, pela AESCRJ.

## Segmentos

### Presidência
| Presidente             | Mandato         | Referência |
| ---------------------- | --------------- | ---------- |
| Rogério da Rocha Silva | 2006-2010       | [ 5 ]      |
| Eli Alves Gomes        | 2010-2018       | [ 6 ]      |
| Carlos Dias            | 2018-atualmente |            |

### Intérpretes
| Período         | Intérprete oficial            | Referência  |
| --------------- | ----------------------------- | ----------- |
| 2006–2012       | Luizinho Gomes e Leo Capoeira | [ 7 ]       |
| 2013–2015       | Boleti                        | [ 6 ] [ 8 ] |
| 2016-atualmente | Léo Capoeira                  | [ 2 ]       |

### Comissão de Frente
| Coreógrafo(a)        | Período         | Referência |
| -------------------- | --------------- | ---------- |
| Comissão de Carnaval | 2014 - 2015     | [ 9 ]      |
| Junior Santos        | 2018-atualmente |            |

### Mestre-sala e Porta-bandeira

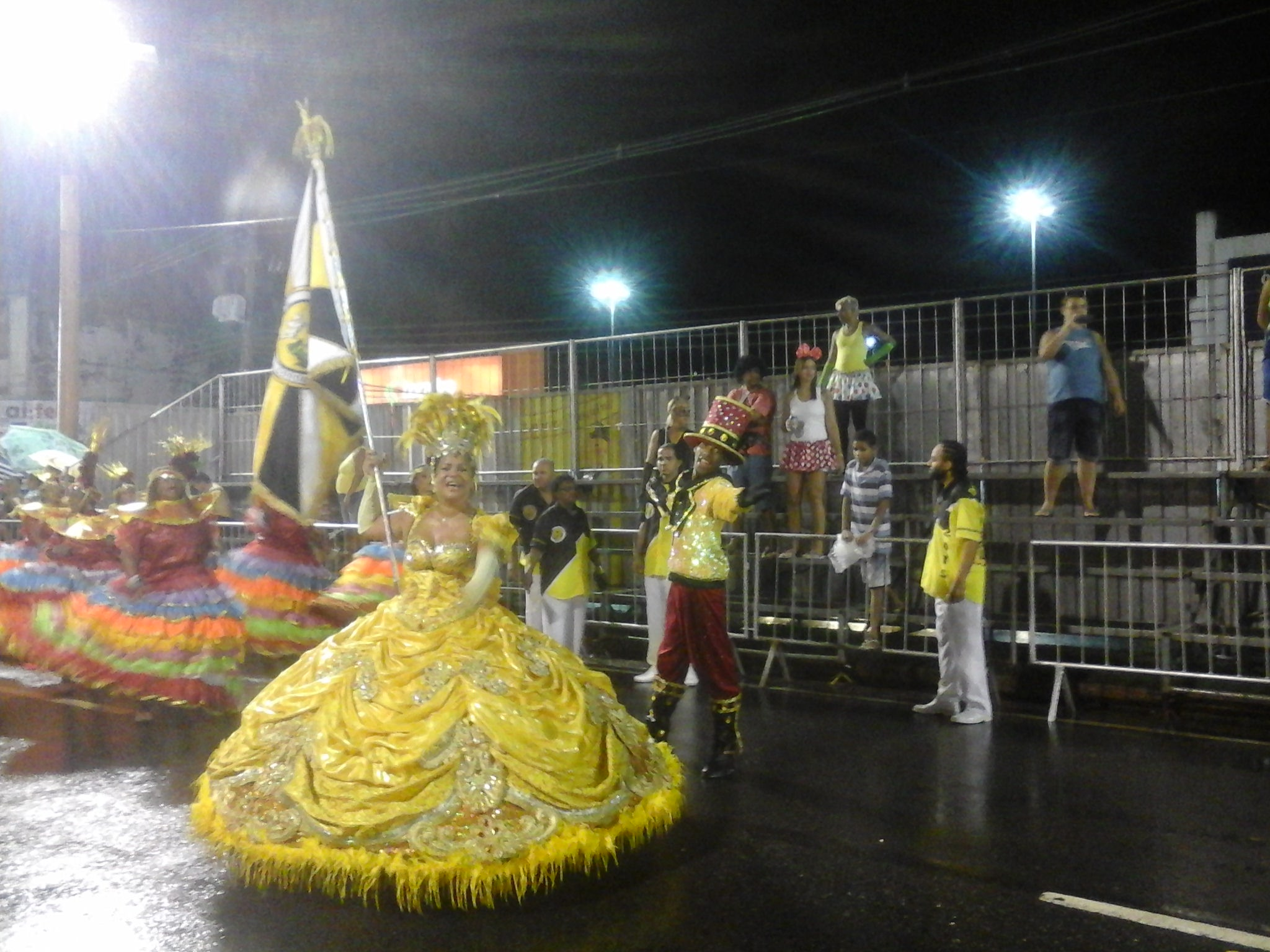
Casal de Mestre-sala e Porta-bandeira no desfile de 2015.

| Casal                            | Período         | Referência |
| -------------------------------- | --------------- | ---------- |
| Fabiano Bronze e Renata Almeida  | 2014-2017       | [ 9 ]      |
| Rudson Martins e Renata Almeida  | 2018            |            |
| Caaio Araújo e Giselly Assumpção | 2019-atualmente | [ 2 ]      |

### Bateria
| Diretor de bateria         | Período         | Referência |
| -------------------------- | --------------- | ---------- |
| Mestre Gil                 | 2014            | [ 9 ]      |
| Mestres Gugu e Pedro Paulo | 2015            |            |
| Mestre Máscara             | 2018-atualmente | [ 2 ]      |

| Rainha de bateria | Período         | Referência   |
| ----------------- | --------------- | ------------ |
| Luciana Faustini  | 2012-2018       | [ 9 ] [ 10 ] |
| Keyce Oliveira    | 2019-atualmente | [ 2 ]        |

### Direção
| Diretores de carnaval                                                                           | Período           | Referência |
| ----------------------------------------------------------------------------------------------- | ----------------- | ---------- |
| Gilberto Almeida (Pet)                                                                          | 2014 - 2017       | [ 9 ]      |
| Comissão de Carnaval Yan Lucas, Marcelo Barbosa, Plínio Santtos, Caique Alves, Wellington Gomes | 2019 - atualmente | [ 2 ]      |

| Diretores de harmonia  | Período           | Referência |
| ---------------------- | ----------------- | ---------- |
| Gilberto Almeida (Pet) | 2014 - 2017       | [ 9 ]      |
| Janete e Salvador Rosa | 2019 - atualmente | [ 2 ]      |

## Carnavais
| Coroado de Jacarepaguá                                                                                                | Coroado de Jacarepaguá                                                                                                | Coroado de Jacarepaguá                                                                                                | Coroado de Jacarepaguá | Coroado de Jacarepaguá                                                                                                | Coroado de Jacarepaguá |
| Ano | Colocação | Divisão | Enredo | Carnavalescos | Ref.                   |
| --- | --- | --- | --- | --- | ---------------------- |
| 2006 | Vice-campeã | Grupo 1 (Blocos) | "Quando a noite cai ao meio-dia" | Comissão de Carnaval                                                                                                  | [ 11 ]                 |
| 2007 | 3.º Lugar | Grupo 1 (Blocos) | "O Rio é festa o ano inteiro" | | [ 12 ]                 |
| 2008 | 7.º Lugar | Grupo 1 (Blocos) | "Estação Primeira, samba e carnaval" | | [ 13 ]                 |
| 2009 | 4.º Lugar | Grupo 1 (Blocos) | "Mestre Louro, nem melhor nem pior, apenas diferente" | Carlos Eduardo da Silva                                                                                               | [ 7 ]                  |
| 2010 | 3.º Lugar | Grupo 1 (Blocos) | "A praça é nossa" | Gilberto Almeida e Lucy Ribeiro                                                                                       | [ 5 ]                  |
| 2011 | 4.º Lugar | Grupo 1 (Blocos) | "Cinco sentidos, cinco caminhos... Do mundo ao coração" | Gilberto Almeida e Lucy Ribeiro                                                                                       | [ 14 ]                 |
| 2012 | Campeã | Grupo 1 (Blocos) | "Quem são vocês? Muito Prazer! Somos artistas da ruas!" | Lucy Ribeiro | [ 15 ]                 |
| 2013 | 3.º Lugar | Grupo 1 (Blocos) | "As quatro estações" | | [ 16 ]                 |
| 2014 | Campeã | Grupo 1 (Blocos) | "Aluisio Machado, um 'Coroado' sambista de fato" (Samba-enredo composto por Paula Melodia, Cleber Luz, Léo Simpatia, Bano Alves, Claudinho DVD, Cássio Legrand e Thiago Ramirez) | Comissão de Carnaval                                                                                                  | [ 6 ]                  |
| 2015 | Vice-campeã | Série D | "Do sonho à realidade. O circo Coroado chegou!" (Samba-enredo composto por Igor Mendonça, Tonny Bem, Claudinho Raiz, Niquinho Azevedo e Cleber Padrinho)                         | Wellington Silva | [ 8 ]                  |
| 2016 | Vice-campeã | Série C | "O Coroado canta e se encanta no faz de conta do Sítio do Picapau Amarelo" | Wellington Silva | [ 17 ]                 |
| 2017 | 12.º Lugar (Rebaixada)                                                                                                | Série C | "África religiões de lá pra cá" | Wellington Silva |                        |
| 2018 | Não desfilou | Série D | "Água, a Origem da Vida" | Wellington Silva | [ 18 ]                 |
| 2019 | 9.º Lugar | Série E | "O gigante reino dos pequenos" | Yan Lukas | [ 19 ]                 |
| Não desfilou em 2020                                                                                                  | Não desfilou em 2020                                                                                                  | Não desfilou em 2020                                                                                                  | Não desfilou em 2020 | Não desfilou em 2020                                                                                                  | [ 20 ]                 |
| Inicialmente adiados para o mês de julho, os desfiles do Carnaval 2021 foram cancelados devido a pandemia de Covid-19 | Inicialmente adiados para o mês de julho, os desfiles do Carnaval 2021 foram cancelados devido a pandemia de Covid-19 | Inicialmente adiados para o mês de julho, os desfiles do Carnaval 2021 foram cancelados devido a pandemia de Covid-19 | Inicialmente adiados para o mês de julho, os desfiles do Carnaval 2021 foram cancelados devido a pandemia de Covid-19                                                            | Inicialmente adiados para o mês de julho, os desfiles do Carnaval 2021 foram cancelados devido a pandemia de Covid-19 | [ 21 ]                 |
| 2022 | 12.º Lugar | Grupo de Avaliação (quinta divisão)                                                                                   | "No Cortejo da Folia, sou Coroado na Avenida" | Guto Carrilho | [ 22 ]                 |
| 2023 | 6.º Lugar | Grupo de Avaliação (quinta divisão)                                                                                   | "Na Mira da Flecha" | Guto Carrilho | [ 23 ]                 |
| 2024 | 6.º Lugar | Grupo de Avaliação (quinta divisão)                                                                                   | "Regido pela Sorte da Magia Cigana" | | [ 24 ]                 |
| 2025 | 3.º Lugar | Grupo de Avaliação (quinta divisão)                                                                                   | "Chico Mendes Coroado" | André Henrique |                        |

## Premiações
Prêmios recebidos pelo GRES Coroado de Jacarepaguá.
| Ano  | Prêmio          | Categoria / premiados           | Divisão | Ref.   |
| ---- | --------------- | ------------------------------- | ------- | ------ |
| 2015 | Plumas & Paetês | Carnavalesco (Wellington Silva) | Série D | [ 25 ] |
| 2015 | Plumas & Paetês | Coreógrafa (Carla Gonçalves)    | Série D | [ 25 ] |